# Topkapı palota
Az isztambuli Topkapı palota (törökül: Topkapı Sarayı, azaz „Ágyúkapu palota”) 1465 és 1853 között az Oszmán Birodalom adminisztratív központja, a szultáni szeráj volt. Építésére II. Mehmed szultán (a Hódító) adott utasítást 1459-ben és 1465-ben fejezték be. A palota az Aranyszarv-öböl és a Márvány-tenger között fekszik az ún. Szeráj csúcson (Sarayburnu). Több kisebb épületből áll, és négy udvar veszi körül.
A palota az oszmán építészet jegyében készült. 1924 óta múzeumként működik, ahol – többek között – porcelán- és üvegedények, oszmán kori öltözékek, fegyverek, miniatúrák, kalligrafikus iratok és ékszerek láthatók.

## Az Első udvar

A hárem tervrajza

Az Első udvar (Alay Meydanı) a Szeráj csúcson terül el és magas falak veszik körül. Másik neve Janicsárudvar.
A főkapu elnevezése Bab-ı Hümayun, azaz Birodalmi Kapu. Itt található a régi pénzverde (1727-ből), a Hagia Eirene templom, az Isztambuli Archeológiai Múzeum (19. századból) valamint láthatunk még szökőkutakat, pavilonokat (például az izniki csempével díszített Çinili Pavilion-t) és virágoskerteket (például a Gülhane azaz Rózsaparkot) is.
A szökőkutak közül említésre méltó a Hóhér Szökőkútja, ahol a hóhér megmosta a kezét és a bárdját egy-egy lefejezés után, valamint III. Ahmed Szökőkútja, mely a rokokó stílus egyik kiváló példája.
Az Első Udvarból a hatalmas Üdvözlés Kapuja (Babüsselam) vezet a Második Udvarba (Divan Meydanı) és a palotába.

## A Második udvar
A Második udvarban található a kórház, a pékség, a janicsárok lakrészei, istállók; a Hárem és a Diván az északi részen, valamint a konyhák a déli oldalon. A konyhákban található a világ legnagyobb kínai kék-fehér és szeladon porcelángyűjteménye, melyet a szultánok rendkívüli becsben tartottak, mivel az edényekről azt állították, hogy megváltozik a színük, ha az étel vagy ital mérget tartalmaz.
A Divan Salonu helyiségben gyűltek össze a szultán tanácsadói, hogy megvitassák a birodalom ügyeit. A helyiség része egy sűrű rácsokkal elfedett titkos szoba, ahonnan a szultán megfigyelhette az ülést. Mivel az elfüggönyözött szobába belátni nem lehetett, így a tanács tagjai sohasem tudhatták, jelen van-e a szultán vagy sem; ezzel minimálisra csökkentve az összeesküvés lehetőségét.

## A Harmadik udvar

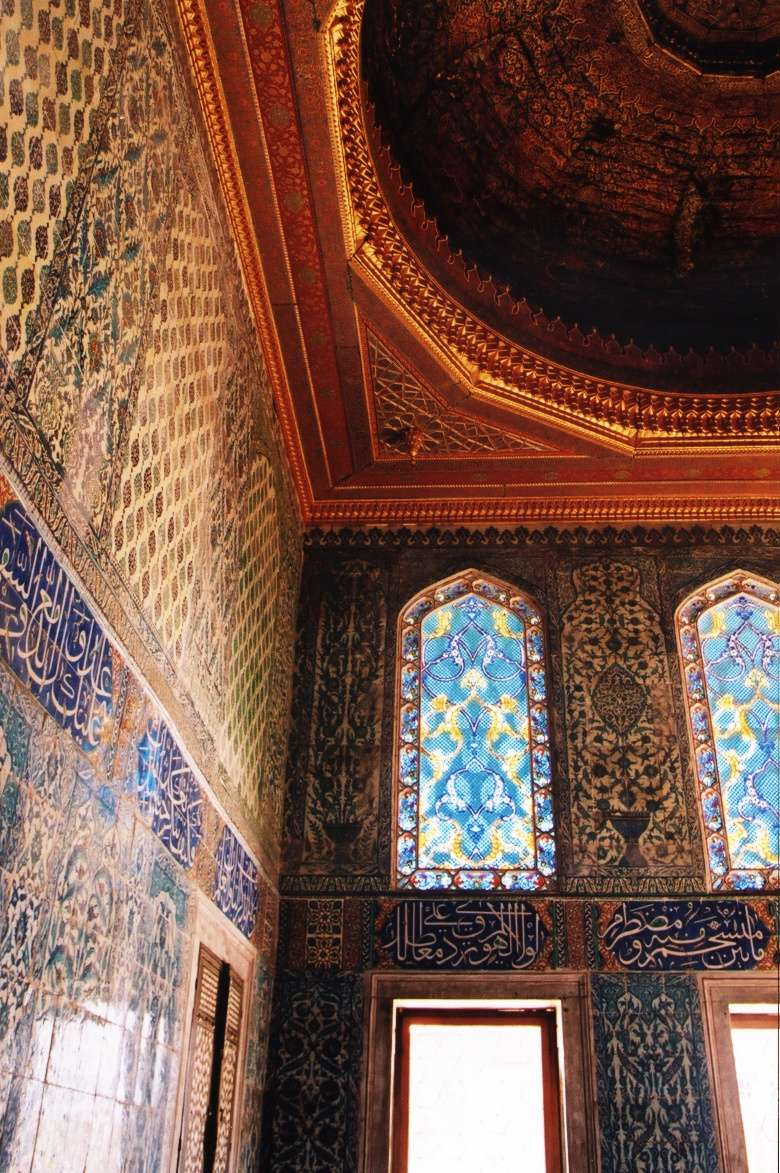
Az egyik pavilon csempézett belseje

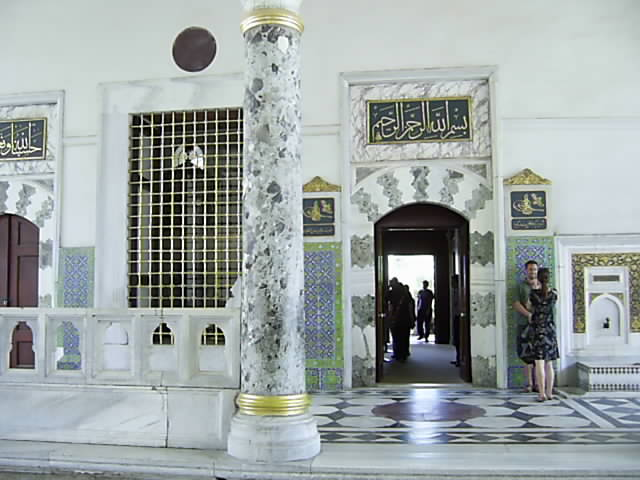
A palota egyik terme, márvány burkolattal

A Boldogság Kapuja (Babüssaade) vezet a Harmadik udvarba, mely a palota szíve, egy gazdag kert, melyet a Szultáni Kamra (Has Oda) épületei vesznek körül, közöttük a kincstárral, a háremmel és III. Ahmed könyvtárával.
A kincstárban világszerte híres ékszerek találhatóak, közöttük a nevezetes Topkapı tőrrel. 1747-ben a szultán a perzsa Nadir sah számára készíttette a tőrt, de a sahot meggyilkolták, még mielőtt átlépte volna a birodalom határát, ezért a szultán visszatartotta a tőrt. A tőr markolatát három hatalmas smaragd díszíti, a hüvelyt pedig gyémántokkal rakták ki. Ez a tőr szerepel a híres Topkapı című filmben.
A hárem épületében lakott a szultán anyja, a válide szultána; valamint itt éltek a szultán feleségei és ágyasai, családtagjai és gyermekei; valamint ezek szolgái. A hárem épületében körülbelül 300 szoba van, mely 500 főnek adott otthont, beleértve a háremben szolgáló kasztrált férfiakat, az eunuchokat is. A hárem szobáinak nagy részét a híres építész, Szinán tervezte.
A Szent Palást Pavilonjában találjuk Mohamed köpenyét, kardját, egyik fogát és más ereklyéket. Még a szultán és családja is csak egy évben egyszer, Ramadán tizenötödik napján léphetett be ide. Ma viszont bárki megtekinteti az ereklyéket, és nagyon sok muzulmán látogat ide zarándokként.

## A Negyedik udvar
A Negyedik udvar a szultán magánkertjeként funkcionált, ahol számos pavilont, kerti házat (köşk), teraszt és virágoskerteket találunk.
1639-ben IV. Murád építtette a Bagdad pavilont, a város bevételének ünnepléseként.
Itt található még az a pavilon is, ahol fiatal fiúk körülmetélését végezték.

## További jellegzetességek
Nevezetes még az Igazság Bástyája és a Trónterem, ahol a szultán fogadta a vendégeket. 
1853-ban I. Abdul-Medzsid az újonnan épült, modern Dolmabahçe palotába költözött át teljes udvartartásával együtt. A Topkapı palota ma múzeumként funkcionál és Isztambul egyik legvonzóbb látványossága.